# Passionerna
För dikten av Thomas Thorild, se Passionerna (dikt).
Passionerna är en novellsamling av Ivar Lo-Johansson utgiven 1968.
Det är den inledande fristående delen i Passionssviten och består av tolv berättelser med passion som gemensamt tema.

## Innehåll
- Den ensamma ålen
- Flickan och björnen
- Dvärgen och primadonnan
- Den okända från Seine
- Vulkanbonden
- Tysken och gräsänkorna
- Lysmaskarnas kärlek
- Barfotasekten på Harö
- De två systrarna
- Blodskam
- Kärlek med löständer
- Fet-Mats

## Utgåvor
- Passionerna. Stockholm: Bonnier. 1968. Libris 98233
- Passionerna. Stockholm: Bonnier. 1980. Libris 7146298. ISBN 91-0-044-875-3
- Passionerna. Stockholm: Dejavu. 2012. Libris 13501964. ISBN 978-91-7451-386-8